# Атто-
Атто- (русское обозначение: а; международное: a) — одна из приставок, используемых в Международной системе единиц (СИ) для образования наименований и обозначений десятичных дольных единиц. Единица, наименование которой образовано путём присоединения приставки атто к наименованию исходной единицы, получается в результате умножения исходной единицы на число 10−18. Иначе говоря, вновь образованная единица равна одной квинтиллионной части исходной единицы. Принята XII Генеральной конференцией по мерам и весам в 1964 году. Происходит от датского слова atten, означающего восемнадцать.
Примеры:
- аттосекунда: 1 ас = 10−18 с
- аттометр: 1 ам = 10−18 м

Примеры реальных величин: 
- Характерный радиус слабого взаимодействия составляет около 2 аттометров[5].